# Sumpalla
Sumpalla argentina is een lid van de Ichthyosauria dat tijdens de late Jura leefde in het gebied van het huidige Argentinië.
In de groeve El Ministerio in Los Catutos, departement Zapala, provincie Neuquén, werd het skelet gevonden van een ichthyosauriër. Het werd in 1990 toegevoegd aan de collectie van El Museo Provincial de Ciencias Naturales Profesor Juan Olsacher de Zapala.
In 2021 werd de typesoort Sumpalla argentina benoemd en beschreven door Lisandro Campos, Marta Sofia Fernández, Yanina Herrera en Alberto Garrido. De geslachtsnaam verwijst naar de Sumpal, Sumpalwe of Sumpai, waterwezens die in de Mapuche mythologie de stromen beschermen. De soortaanduiding verwijst naar Argentinië, Argentina in het Spaans.
Het holotype, MOZ-PV 5788, is gevonden in de Los Catutosafzetting van de Vaca Muerta-formatie die dateert uit het Tithonien, 147 miljoen jaar oud. Het bestaat uit een skelet met schedel. Bewaard zijn gebleven: de snuit, tanden, het schedeldak, een stuk van de schedelbasis, de onderkaken, de wervelkolom, de borstkas, delen van de schoudergordel, de rechtervoorvin,eelen van het bekken en het linkerdijbeen. Het skelet ligt gedeeltelijk in verband, verspreid over verschillende steenplaten.
Al in 1988 was door Zulma Gasparini uit hetzelfde gebied een gedeeltelijk skelet met schedel beschreven samen met de resten van Catutosaurus, specimen MOZ P1854, en aan Ophthalmosaurus monocharactus toegewezen. In 2000 was het door Maisch en Matzke toegewezen aan een Aegirosaurus sp. Dit werd in 2021 toegewezen aan Sumpalla.
Sumpalla is ongeveer drie tot drieënhalve meter lang. Zij onderscheidt zich door een unieke vorm van de onderarm, vooral in de verhouding tussen het spaakbeen en de ellepijp.
Sumpalla werd in de Platypterygiinae geplaatst.